# Wasfia Nazreen
Wasfia Nazreen (née le 27 octobre 1982) est une alpiniste, militante, travailleuse sociale et écrivaine du Bangladesh. Elle est la première Bangladaise et la première Bengali à avoir conquis les sept sommets le 18 novembre 2015,,. Le National Geographic reconnaît Nazreen comme l'un de ses aventuriers de l'année 2014/2015. Elle est sélectionnée pour son militantisme et son engagement pour l'autonomie des femmes grâce à son travail dans le domaine de l'aventure. Elle est de nouveau sélectionnée comme l'une de leurs exploratrices émergentes en 2016, devenant ainsi la seule femme à détenir simultanément le titre de National Geographic Explorer et d'aventurier de l'année. Elle est nommée par Outside comme l'une des 40 femmes à avoir remis en question et fait progresser le monde du plein air durant ces 40 dernières années du fait de leur leadership, de leur sens de l'innovation et de leurs prouesses sportives. Le Men's Journal cite également Wasfia Nazreen comme l'une des 25 femmes les plus aventureuses du monde de ces 25 dernières années. 
Nazreen est également connue pour ses campagnes de sensibilisation sur la situation des droits humains au Tibet, l'environnement, les travailleurs du sexe bangladais et les minorités.  

## Jeunesse
Nazreen est né à Dacca sous le nom de Wasfia Nazreen Chowdhury. Elle est la benjamine et la fille unique de Mahmuda Nahar (Ruby), chanteuse et enseignante, et de Nazmee Jahan Chowdhury, employée de James Finlay Bangladesh. Nazreen vit à Khulna, où elle étudie à la Sunflower Nursery school, puis au Coronation Girls' High School. Alors qu'elle est encore enfant, sa famille repart dans son ancienne maison à Chittagong. Là-bas, elle étudie au lycée pour filles Mahila Samity. Au début de 1996, lorsque Nazreen a treize ans, ses parents divorcent et elle part vivre avec sa tante, Chobi Rouf, et son oncle, Nat Rouf, à Dacca, où elle est inscrite à l'école anglaise Scholastica. 
Nazreen discute souvent des traitements de la dépression et des traumatismes dans son enfance à la suite du divorce tumultueux de ses parents, qui l’a rendue sans abri. Cette lui a « donné la capacité de rebondir face à l’adversité et de saluer le changement et les difficultés comme une opportunité d’accueillir une plus grande réflexion sur soi, un apprentissage et une croissance ».  

## Éducation

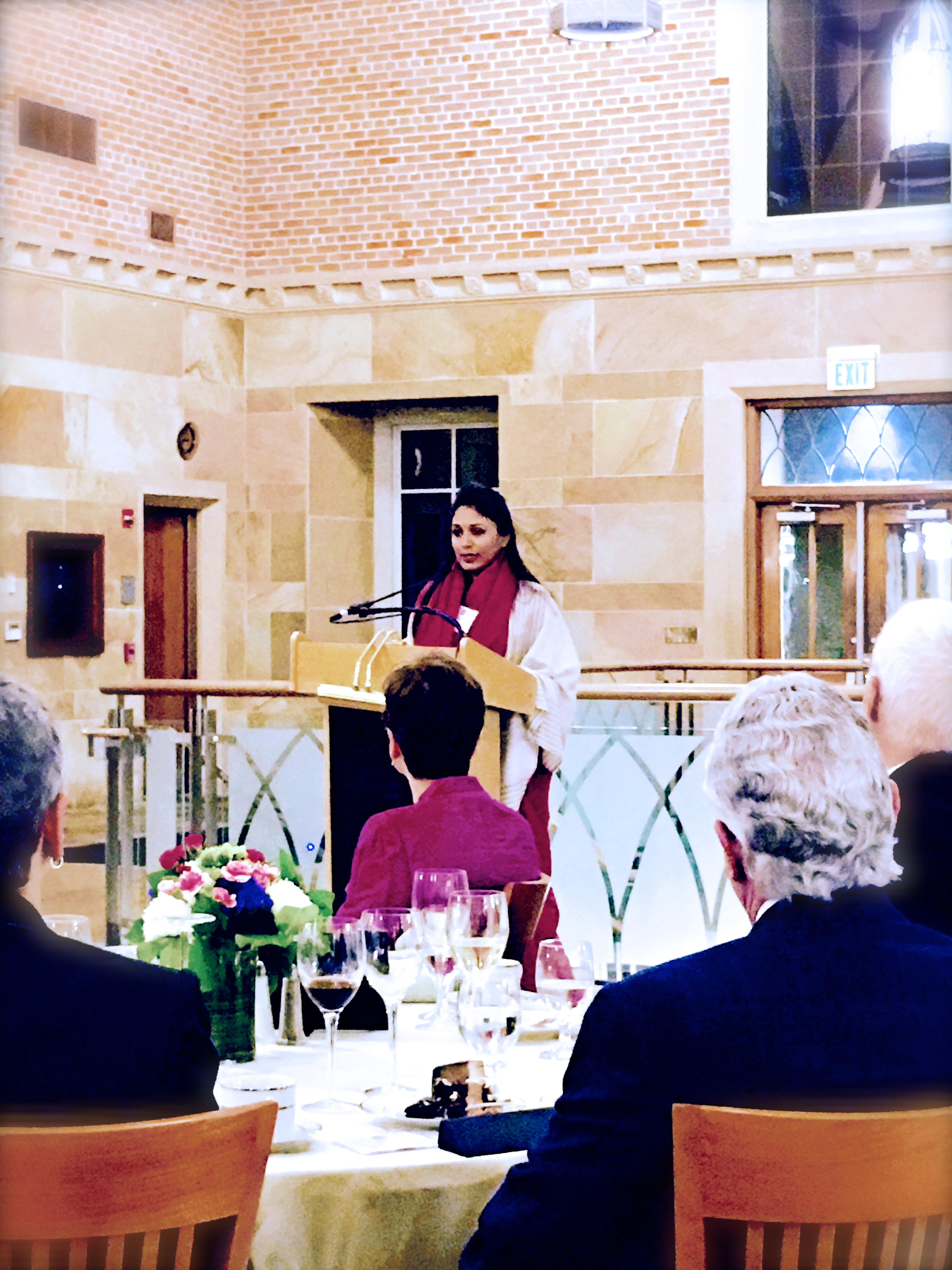
Nazreen s'adressant aux donateurs du Agnes Scott College, Atlanta, Géorgie, en avril 2016

En raison de certaines circonstances tragiques de son enfance, Nazreen doit s'occuper d'elle-même dès son plus jeune âge. Cela lui fait également comprendre très tôt que la seule façon de se libérer et d’être indépendante passe par l'éducation. 
Nazreen reçoit une bourse d'études au Agnes Scott College (ASC), un collège privé pour femmes situé à Decatur, en Géorgie. Nazreen quitte alors le Bangladesh avec l'intention de poursuivre une double formation en théâtre et en sciences aéronautiques. Au cours de son premier semestre, Nazreen joue dans l'équipe de volleyball de son université au sein de la NCAA (National Collegiate Athletic Association), mais elle abandonne en troisième année, car ses notes ne suivent pas. En deuxième année, elle passe en double spécialisation en art et en psychologie sociale. En dehors de l'université, Nazreen s'implique dans le African Dance Theatre à temps partiel. Nazreen est inscrite à distance à l'université éloignée du Samye Ling College. 
Pendant ses études, Nazreen reçoit  une subvention pour aller en Inde étudier comment les femmes utilisaient l'art comme thérapie. À Dharamsala, dans le nord de l’Inde, elle commence à travailler avec des femmes tibétaines qui ont été torturées dans des prisons chinoises. Elle la décrit comme une « expérience de changement de vie » pour elle où « pardonner à ses ennemis et incarner réellement ce principe dans sa vie quotidienne » devient quelque chose de très nouveau pour elle. Elle décide de quitter son travail aux États-Unis et déménage dans l'Himalaya pour travailler avec des réfugiés.

## Travail, militantisme et escalade
Son travail pour les droits de l'homme au Tibet la mène à Dharamsala, Himachal Pradesh, la capitale exilée des Tibétains, où elle vit plusieurs années. Depuis 2007, le gouvernement chinois lui interdit d'entrer au Tibet après l'avoir arrêtée avec une photo du 14e dalaï-lama sur elle,. 
Nazreen est choisi comme première ambassadrice de bonne volonté du BRAC, une organisation de développement international,. Elle est également l'ambassadrice de la fondation JAAGO et de sa branche Volunteer for Bangladesh. En 2011, Nazreen fait partie des délégués des peuples autochtones au Forum des Nations unies sur les questions autochtones (UNPFII).   
Depuis qu’elle a terminé l’ascension des sept sommets, Nazreen travaille avec acharnement sur sa future Fondation Ösel, qu’elle décrit comme un « institut pédagogique en plein air », qui intègre les dernières découvertes scientifiques sur le développement de l’esprit et les combine avec des techniques de pleine conscience et de formation dans la nature pour autonomiser les adolescentes. »  

## Les Sept sommets

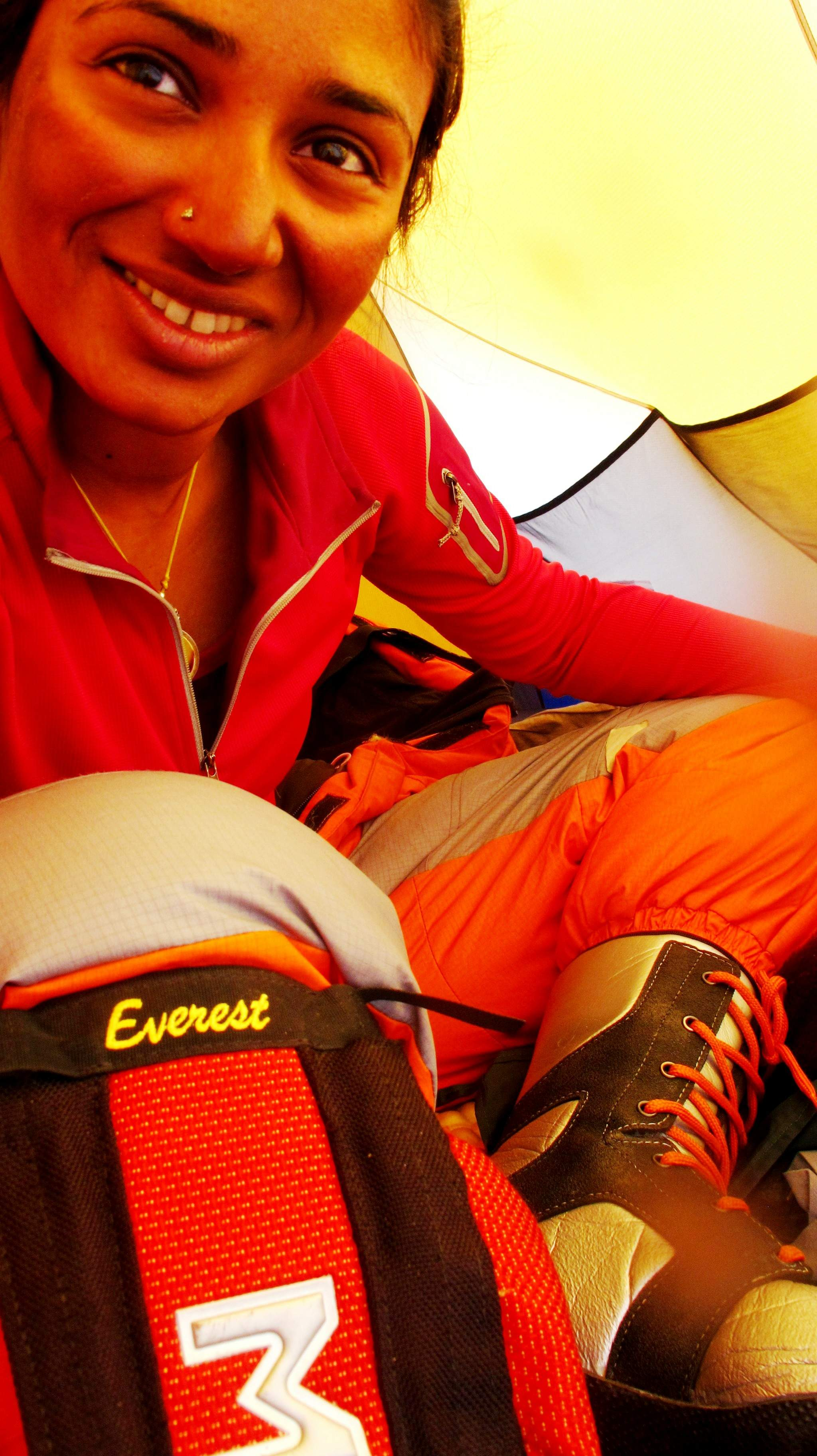
Wasfia Nazreen lors de son ascension de l'Everest en 2012.

Le 18 novembre 2015, Nazreen atteint le sommet de la pyramide Carstensz, sommet de l'Océanie, achevant un long voyage de quatre ans vers les Sept sommets. Elle est la première Bangladaise et la première Bengali à le faire. Elle dédie sa réussite à « l'esprit de la guerre de libération du Bangladesh de 1971 et à tous ceux qui se battent pour la protéger. ». Le 26 mars 2011, afin de célébrer les 40 ans de l'indépendance du Bangladesh, Nazreen lance la campagne « Bangladesh on Seven Summits »,. Pour la campagne, elle gravit chacun des sept sommets continentaux afin de marquer 40 ans de progrès pour les femmes au Bangladesh,. La campagne reçoit un large soutien de la part de la population et se déroule de manière totalement indépendante de tout soutien politique, contrairement à ce que prétendent plusieurs médias du gouvernement du Bangladesh. Parmi les civils notables, les joueurs de cricket de l'équipe nationale du Bangladesh, dont Shakib Al Hasan, le numéro un mondial des concours complets, et Mashrafe Mortaza, le capitaine de l'équipe nationale de cricket. 
Nazreen est la première Bangladaise à atteindre le sommet de l’Aconcagua, le plus haut sommet d’Amérique du Sud et le plus haut sommet hors de l’Himalaya,. Elle est également la première Bangladaise à avoir atteint le sommet du mont McKinley, le plus haut sommet d’Amérique du Nord, Elbrouz, la plus haute montagne d’Europe, le massif Vinson, la plus haute montagne de l’Antarctique, et la pyramide de Carstensz, la plus haute montagne d’Océanie,. 
Patrick Morrow, la première personne au monde à avoir gravi les plus hauts sommets des sept continents (conformément à la liste de Messner) supervise sa formation. 
Nazreen dédie sa montée réussie de l'Everest aux femmes du Bangladesh, en déclarant : « Nous avons obtenu la liberté il y a 41 ans, mais nos femmes n'en jouissent toujours pas »,. Nazreen se rend le 26 mars 2012 au camp de base de l'Everest pour marquer le jour de l'indépendance du Bangladesh. 
Le 21 septembre 2013, elle donne une Conférence TED à Dacca intitulée « Taking Bangladesh to Seven Summits ». 
Depuis, elle sert de guide à des groupes de femmes qui souhaitent atteindre le camp de base de l'Everest et travaille à mettre en lumière les femmes Sherpas comme Lhakpa Sherpa, qui a grimpé neuf fois l'Everest. 

## Vie privée
Partisane de longue date du Tibet, Nazreen est une amie proche du 17e Karmapa Ogyen Trinley Dorje et du 14e Dalaï Lama Tenzin Gyatso. Elle les cite souvent dans les interviews comme les deux professeurs les plus importants de la vie qui lui ont montré la voie quand elle était perdue. 

## Wasfia
Nazreen fait l'objet du documentaire Wasfia réalisé par Apple Inc. et produit par Ryot Films en 2016. Le documentaire est tourné un l'iPhone 6s et est présenté pour la première fois au festival Telluride Mountainfilm la même année. Il est salué par la critique à l'échelle internationale, notamment par la nomination au prestigieux prix Tribeca-X au festival du film de Tribeca 2017 et par le New York Times qui le qualifie comme intéressant pour les Academy Awards.